# Rue du Père-Julien-Dhuit
La rue du Père-Julien-Dhuit se situe dans le 20e arrondissement de Paris.

## Situation et accès
À ses deux extrémités se trouvent la rue Piat et l'allée du Père-Julien-Dhuit.

## Origine du nom

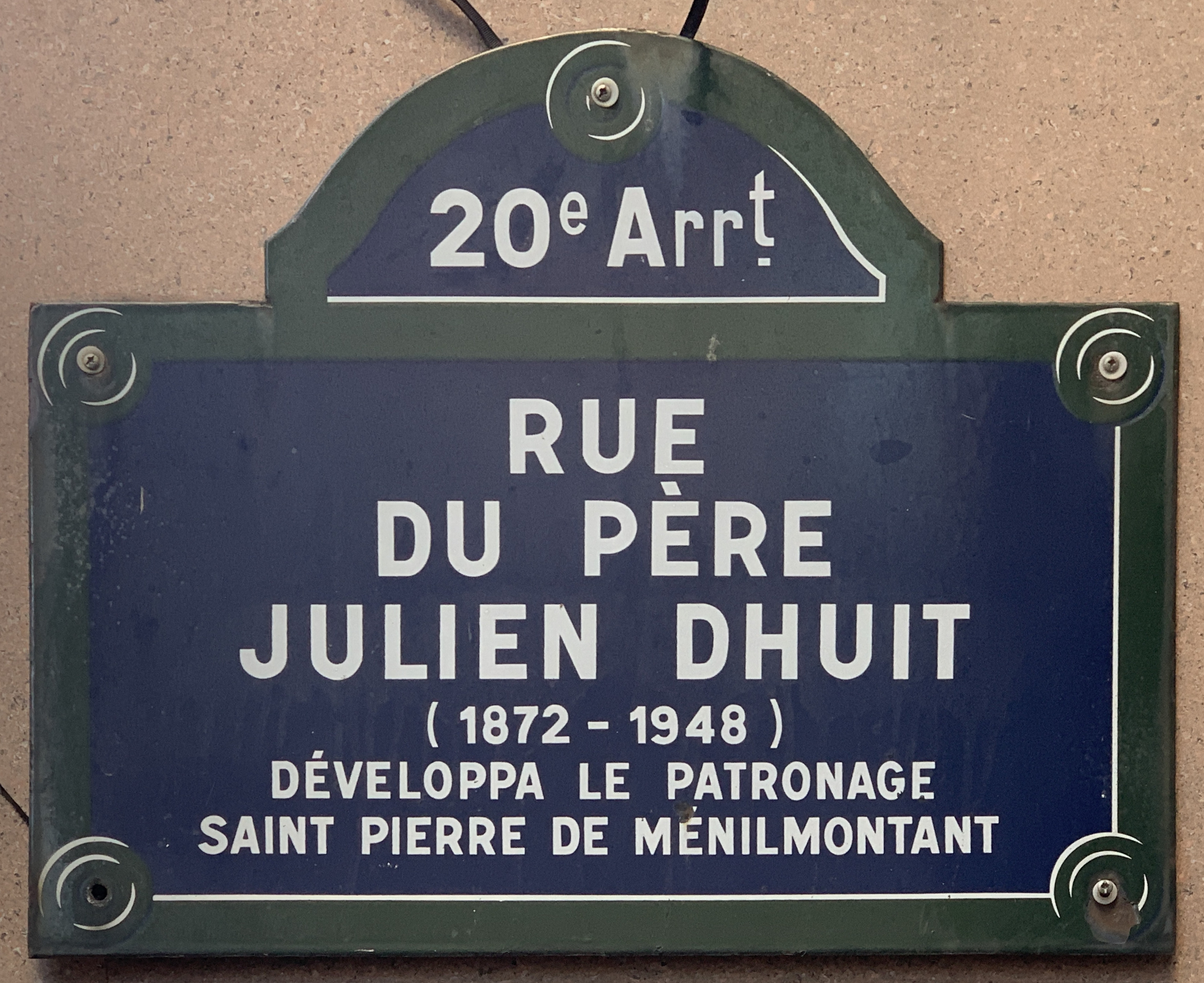
Plaque de la rue.

Elle porte le nom du père Julien Dhuit (Chartres, 1872 – Binson-et-Orquigny, 11 septembre 1948). Prêtre en 1897, il fut chargé du patronage Saint-Pierre de Ménilmontant à Paris qu'il dirigea pendant quarante-cinq ans. Il fonda des colonies de vacances et participa à la fondation d'une école professionnelle.

## Historique
La voie est créée dans le cadre de l'aménagement de la ZAC Belleville sous le nom provisoire de « voie CQ/20 » et prend sa dénomination actuelle par un arrêté municipal du 21 décembre 1988.